# Nicholsina
Nicholsina là một chi cá biển thuộc họ Cá mó. Các loài trong chi này có phạm vi phân bố tập trung ở Đại Tây Dương và Đông Thái Bình Dương.

## Từ nguyên
Từ định danh của chi được đặt theo tên của John Treadwell Nichols, nhà ngư học kiêm điểu học người Mỹ, người phụ trách Bảo tàng Lịch sử Tự nhiên Hoa Kỳ (hậu tố –ina: "thuộc về").

## Các loài
Có 3 loài được công nhận là hợp lệ trong chi này:
- Nicholsina collettei Schultz 1968
- Nicholsina denticulata (Evermann & Radcliffe, 1917)
- Nicholsina usta (Valenciennes, 1840)